# Made in Italy
Made in Italy is een aanduiding die de oorsprong van een product aangeeft volgens de EU-bepalingen over de niet-preferentiële oorsprong van een product en, in dit geval, verwijst naar producten van oorsprong uit Italië.

Logo gemaakt in Italië

## Geschiedenis
Historisch gezien was Made in Italy een Engels uitdrukking die door Italiaanse producenten werd toegepast, vooral vanaf de jaren tachtig, als onderdeel van een proces van herbeoordeling en verdediging van het Italiaanse karakter van het product, om namaak van de productie tegen te gaan. Sinds 1999 wordt het merk Made in Italy gepromoot door verschillende instanties en verenigingen en later gereguleerd door Italiaanse en Europese wetgeving.

## Belangrijkste productiesectoren
Made in Italy verwijst voornamelijk naar de vier traditionele sectoren: mode, voeding, meubels en mechanica, maar ook naar andere sectoren zoals kunst en design.

## Fotogalerij

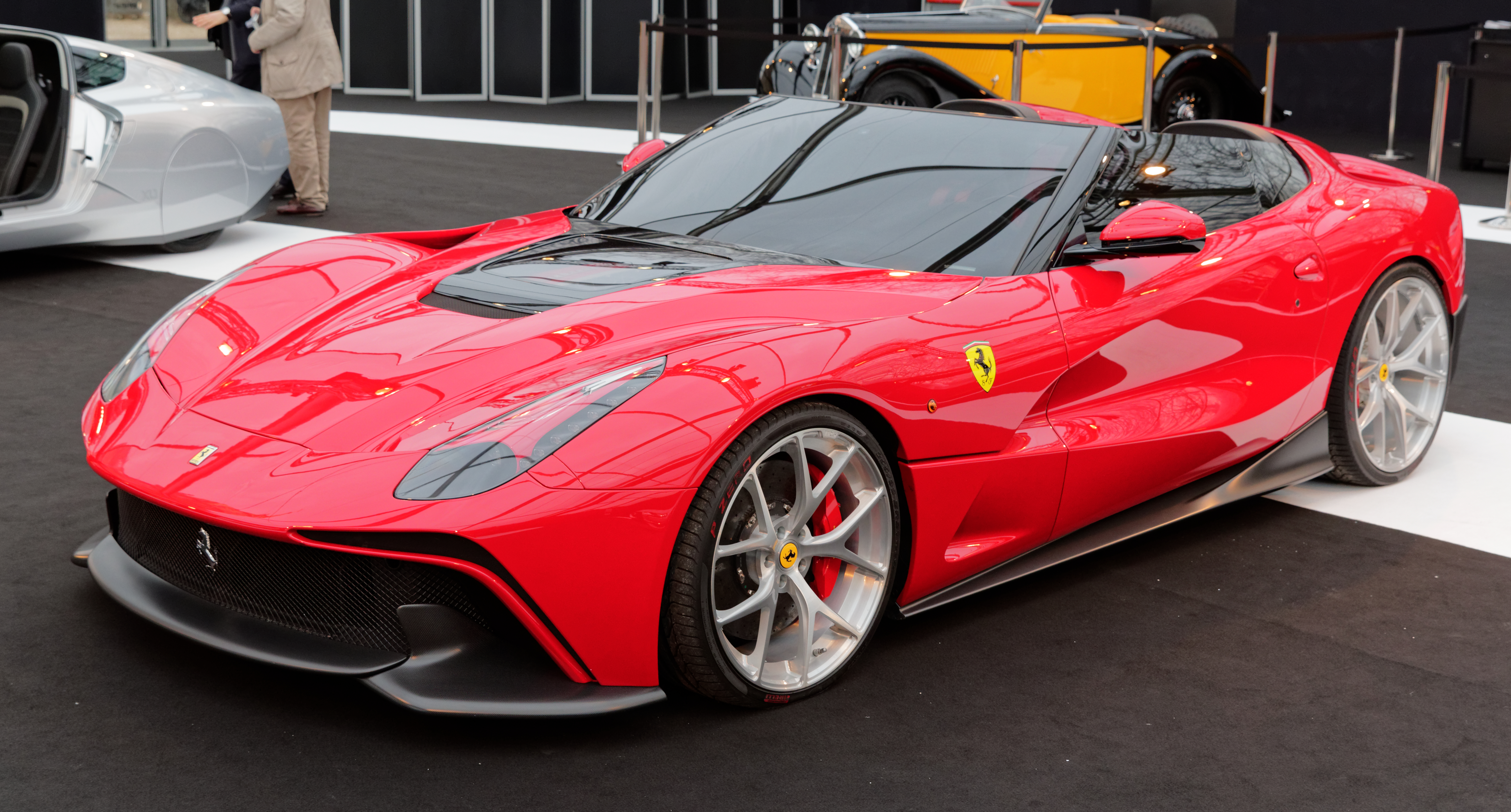
Ferrari F12 TRS
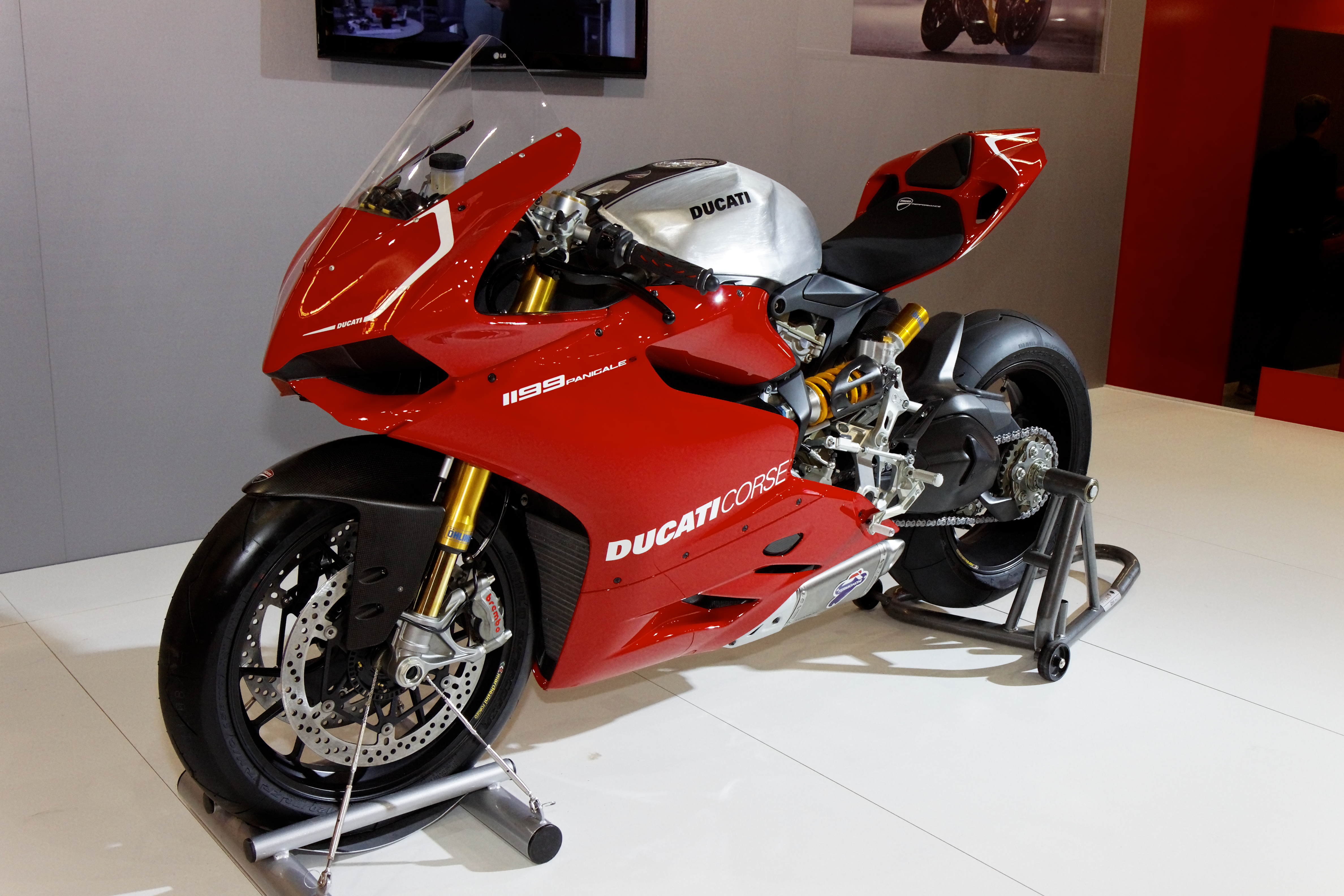
Ducati - 1199 Panigale S
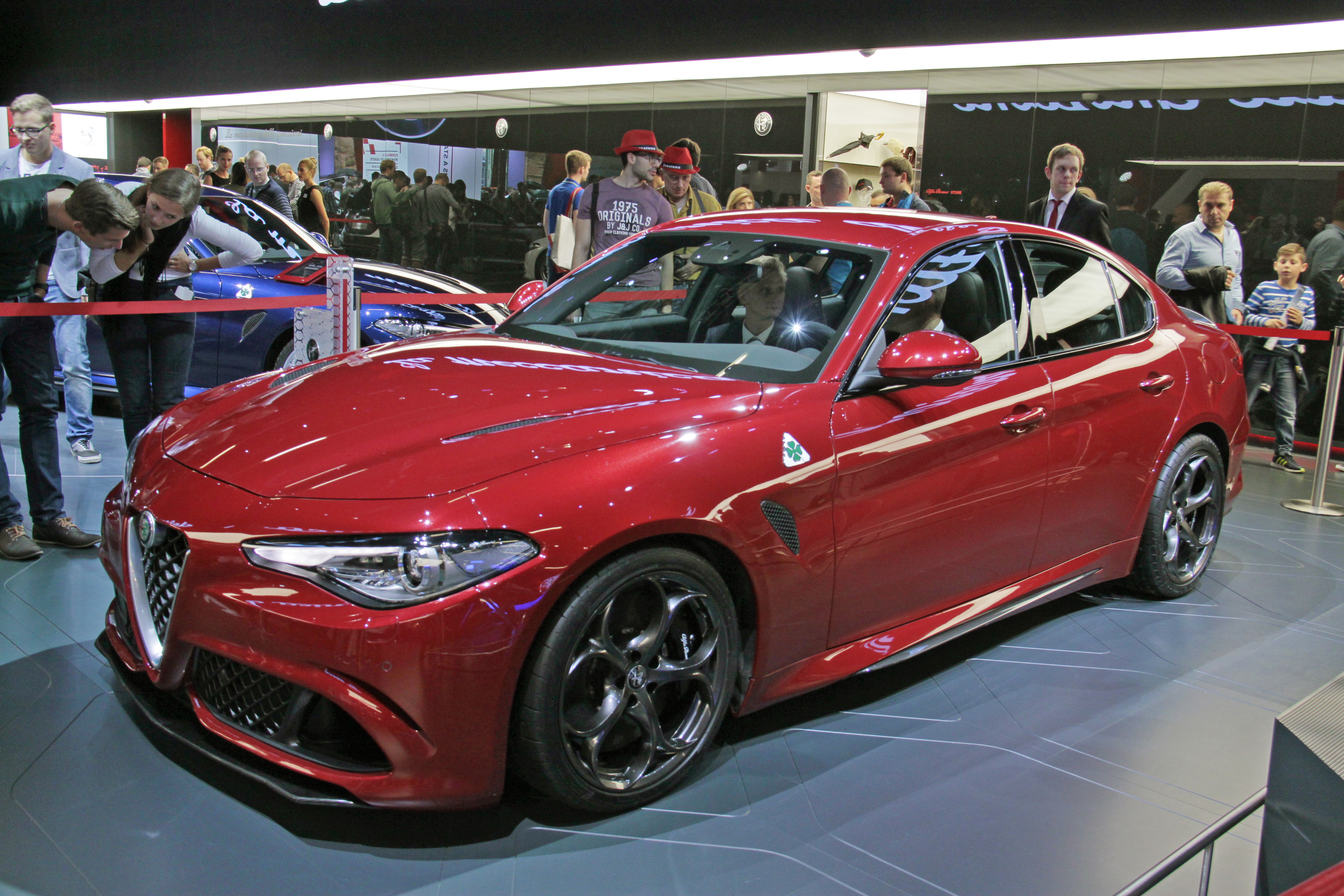
Alfa Romeo Giulia
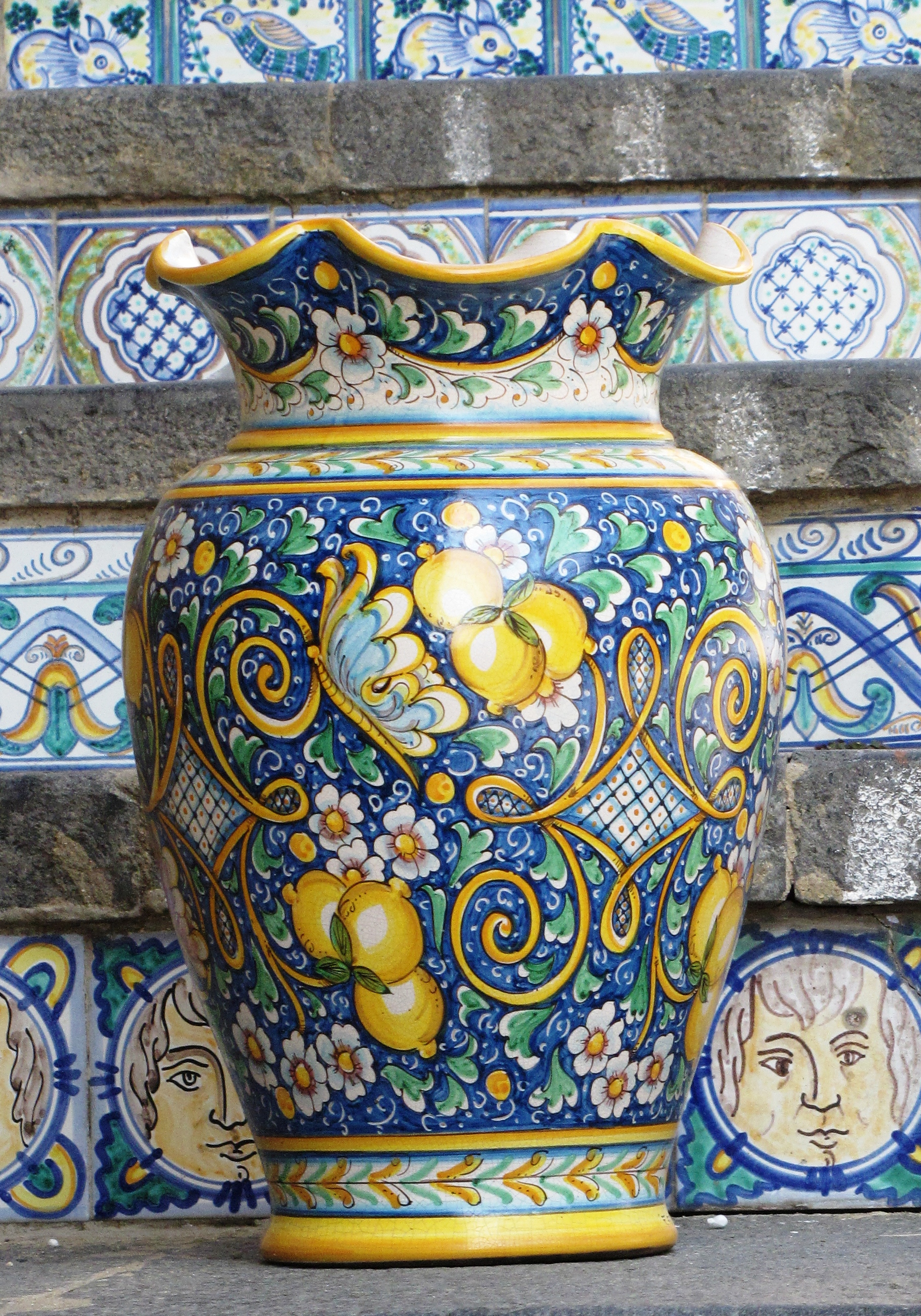
Caltagirone-keramiek
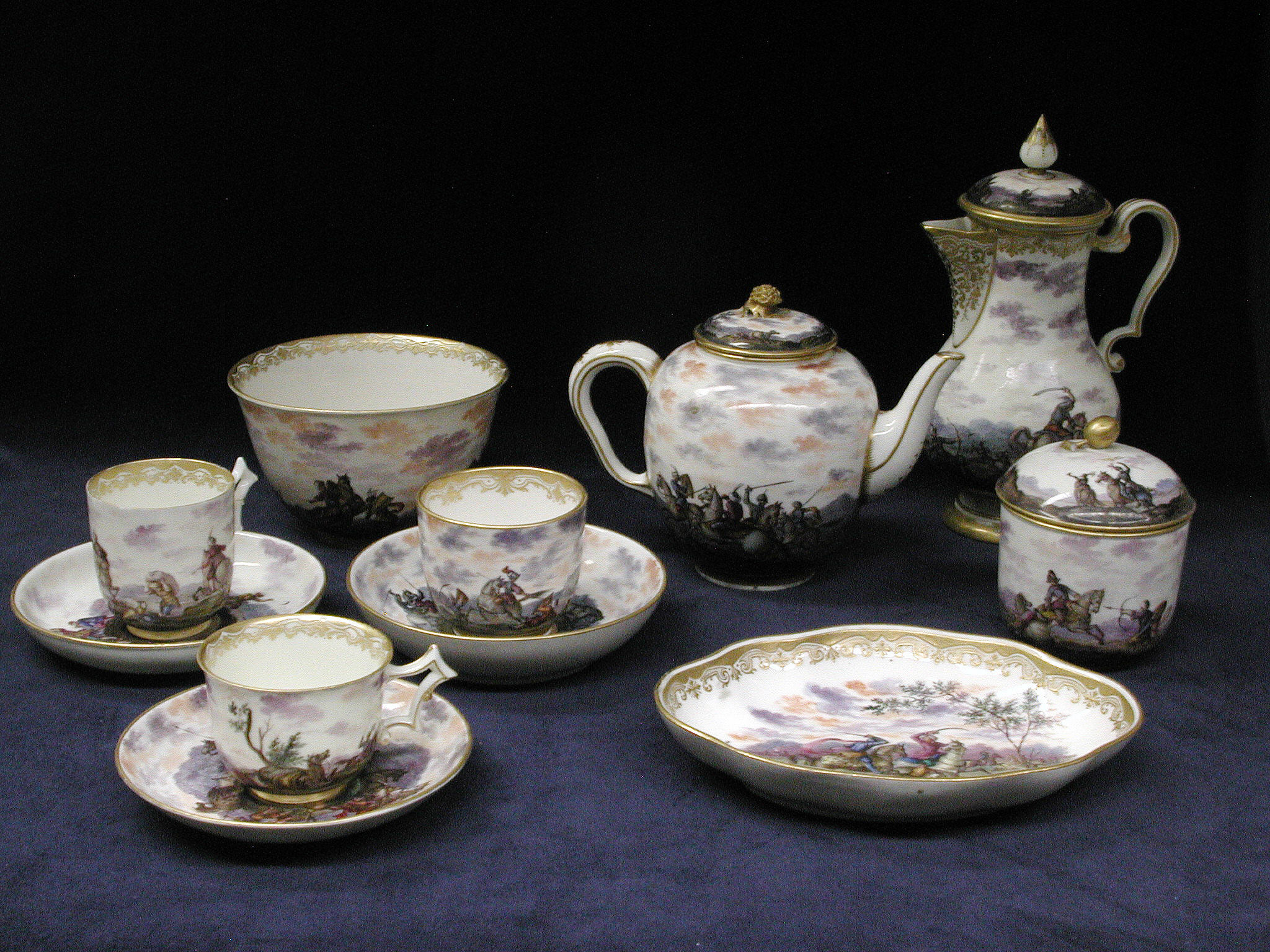
Porselein van Capodimonte.

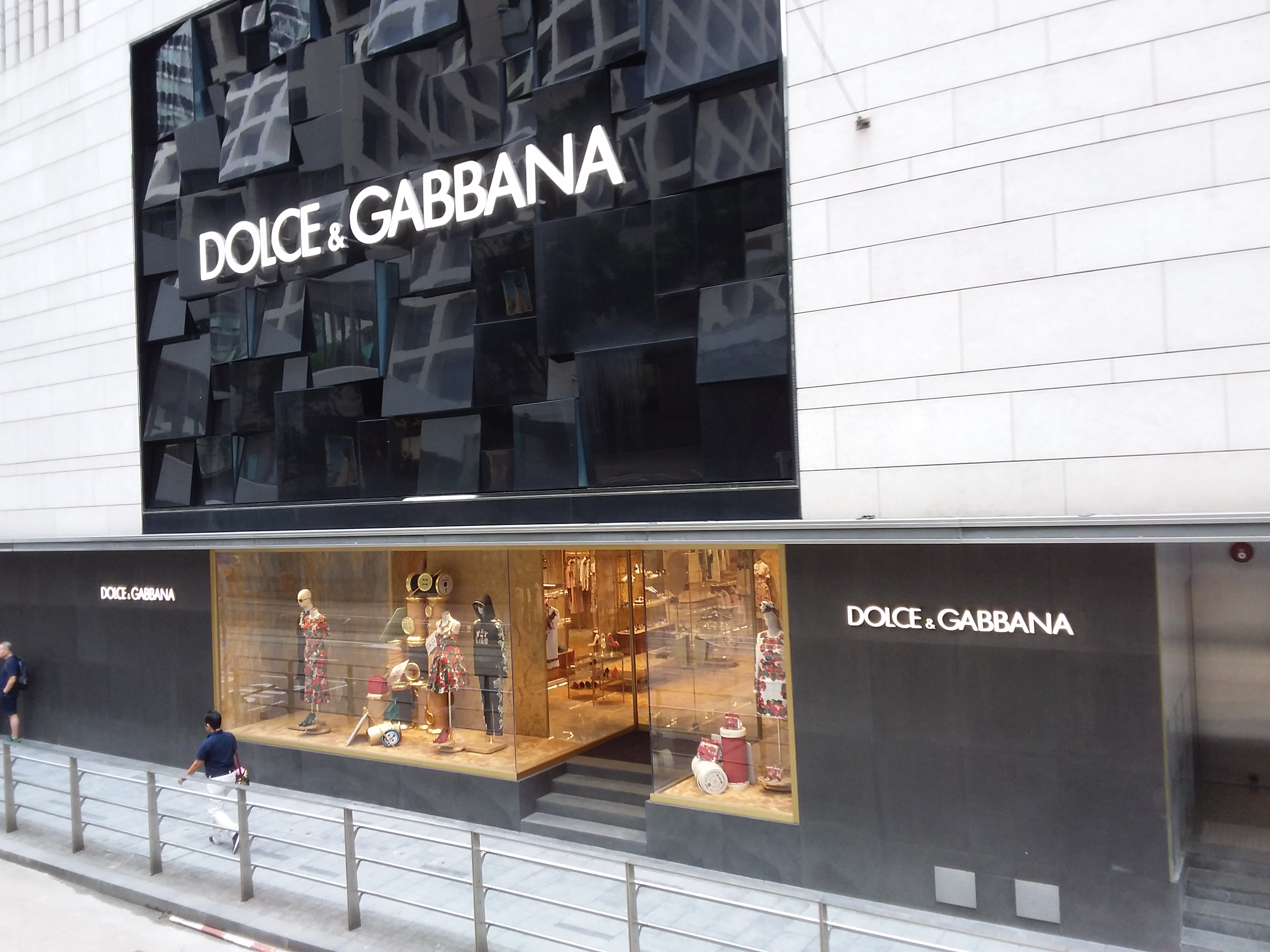
Dolce & Gabbana winkelen in Hong Kong
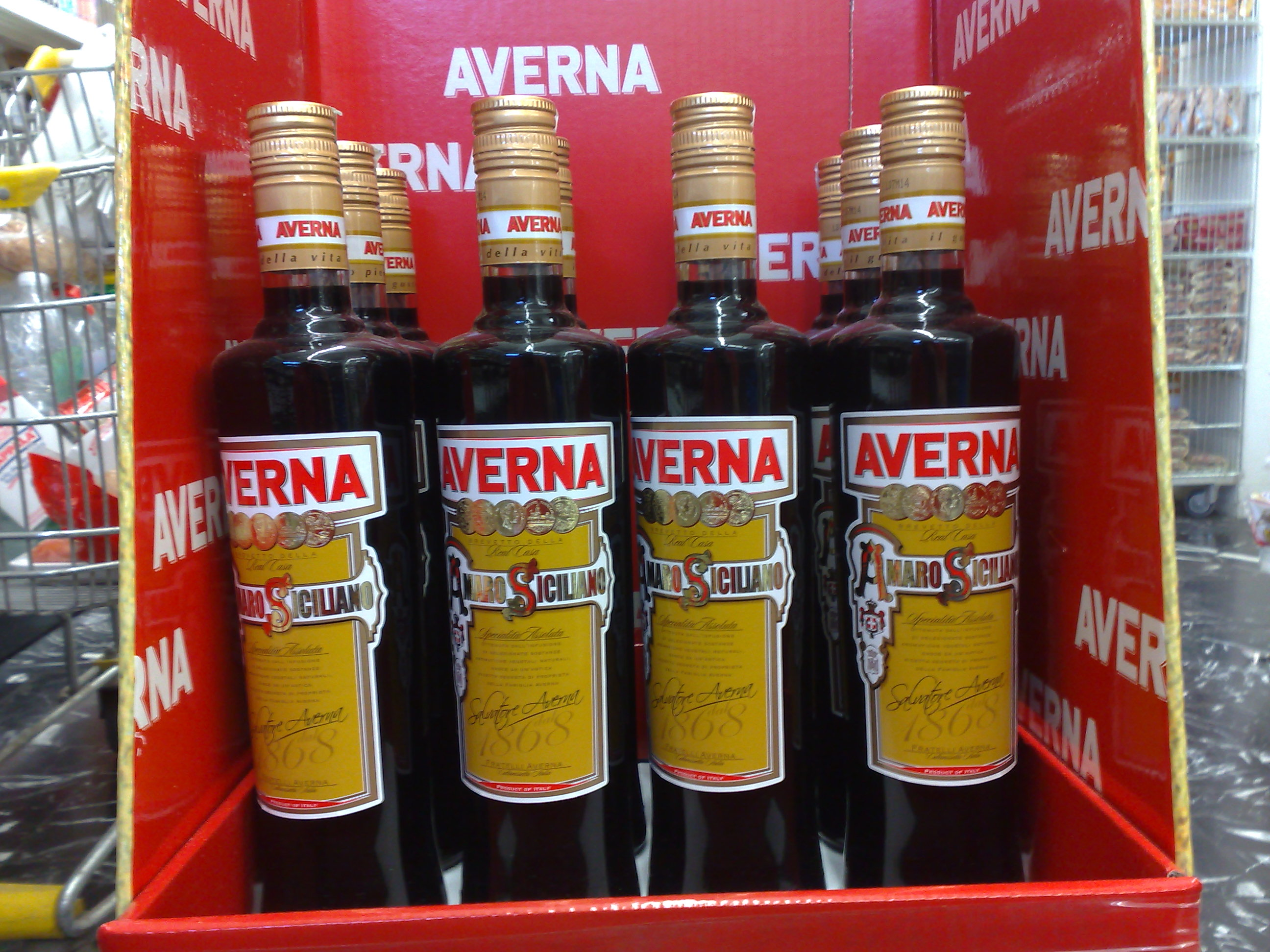
Amaro Averna
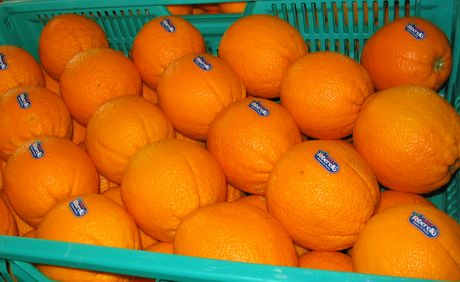
Sinaasappels Ribera DOP
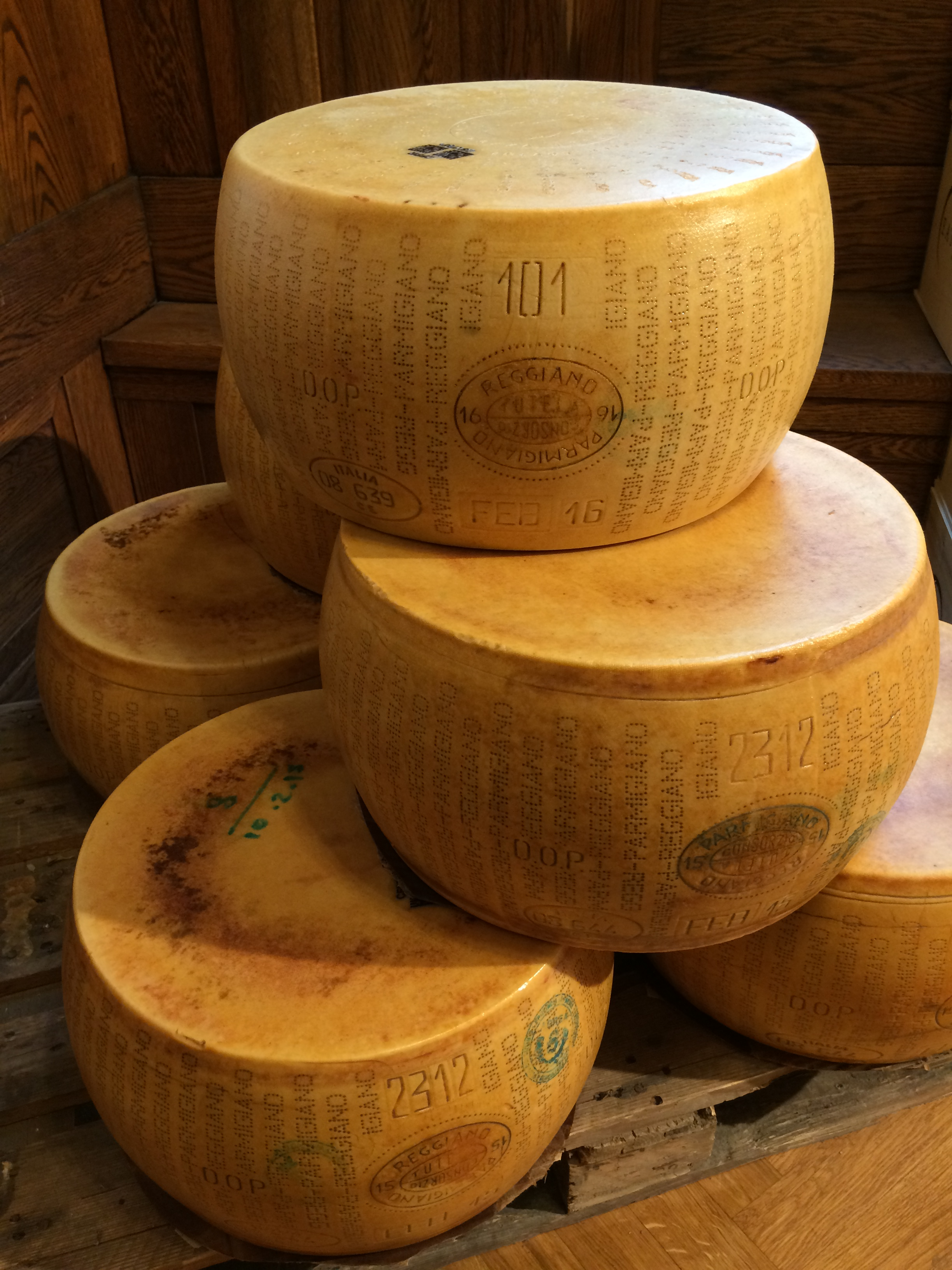
Parmezaanse kaas DOP
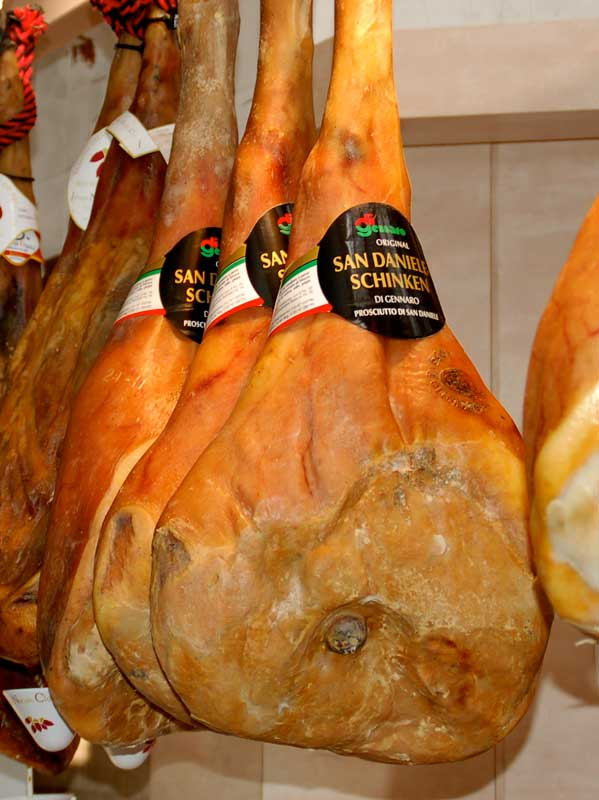
Ham van San Daniele DOP